# Karangtengah (Tanggeung)
Karangtengah is een bestuurslaag in het regentschap Cianjur van de provincie West-Java, Indonesië. Karangtengah telt 3088 inwoners (volkstelling 2010).